# Rotala gossweileri
Rotala gossweileri là một loài thực vật có hoa trong họ Lythraceae. Loài này được Koehne miêu tả khoa học đầu tiên năm 1908.